# Retirada romana da Grã-Bretanha
A Retirada romana da Grã-Bretanha foi a transição da Grã- Bretanha romana para a Grã-Bretanha pós-romana. O domínio romano terminou em diferentes partes da Grã-Bretanha em diferentes momentos e sob diferentes circunstâncias. 
Em 383, o usurpador Magnus Maximus retirou as tropas do norte e oeste da Grã-Bretanha, provavelmente deixando os senhores da guerra locais no comando. Por volta de 410, os romano-britânicos expulsaram os magistrados do usurpador Constantino III . Ele já havia retirado a guarnição romana da Grã-Bretanha e a levado para a Gália em resposta à Travessia do Reno no final de 406, deixando a ilha vítima de ataques bárbaros. 
O imperador romano Honório respondeu a um pedido de ajuda com o Rescrito de Honório, dizendo às cidades romanas para cuidarem de sua própria defesa, uma aceitação tácita do autogoverno britânico temporário. Honório estava travando uma guerra em grande escala na Itália contra os visigodos sob seu líder Alarico, com a própria Roma sitiada. Nenhuma força poderia ser poupada para proteger a distante Grã-Bretanha. Embora seja provável que Honório esperasse recuperar o controle sobre as províncias em breve, em meados do século VI Procópio reconheceu que o controle romano da Britânia estava totalmente perdido. 

## Plano de fundo
No início do século V, o Império Romano não podia mais se defender contra a rebelião interna ou a ameaça externa representada pelas tribos germânicas que se expandiam na Europa Ocidental. Esta situação e suas consequências governaram o eventual destacamento permanente da Grã-Bretanha do resto do Império. Após um período de autogoverno local, os anglo-saxões chegaram ao sul da Inglaterra na década de 440.
No final do século IV, o Império era controlado por membros de uma dinastia que incluía o imperador Teodósio I. Esta família manteve o poder político dentro de si e formou alianças por meio de casamentos com outras dinastias, ao mesmo tempo em que se envolveu em lutas de poder destrutivas e lutou em conflitos externos (chamados de "usurpadores") tentando substituir a dinastia governante por uma de suas próprias. Todos esses conflitos internos retiraram as forças do Império, tanto de seus recursos militares e civis. Muitos milhares de soldados foram perdidos na luta contra tentativas de golpes por figuras como Firmus, Magno Máximo e Eugenius. 
A relação histórica do Império com as tribos germânicas foi, em certos momentos hostil, em outros cooperativa, mas no final das contas, foi fatal, pois não conseguiu impedir que essas tribos assumissem um papel dominante na relação. No início do século 5, como resultado de graves perdas e receitas fiscais empobrecidas, as forças militares do Império Romano do Ocidente foram dominadas por tropas germânicas, e os alemães romanizados desempenharam um papel significativo na política interna do império. Várias tribos germânicas e outras além das fronteiras conseguiram tirar vantagem do estado enfraquecido do Império, tanto para se expandir em território romano quanto, em alguns casos, para mover suas populações inteiras para terras outrora consideradas exclusivamente romanas, culminando em várias migrações bem-sucedidas de 406 em diante.causou intenso medo na Britânia, propensa a ser isolada do Império por ataques na principal rota de comunicação da Itália, de Trier à costa do Canal. No caso, isso foi muito mais do que apenas mais um ataque. 

## Cronologia

### 383–388
Em 383, o general romano então designado para a Grã-Bretanha, Magno Maximo, lançou sua candidatura bem-sucedida ao poder imperial,  cruzando para a Gália com suas tropas. Ele matou o imperador romano ocidental Graciano e governou a Gália e a Grã-Bretanha como César (ou seja, como um "subimperador" sob Teodósio I). O ano de 383 d.C. é a última data para qualquer evidência de uma presença romana no norte e oeste da Grã-Bretanha,  talvez com exceção das atribuições de tropas na torre na Montanha de Holyhead, em Anglesey e em postos costeiros ocidentais, como Lancaster. Esses postos avançados podem ter durado até a década de 390 d.C., mas eram uma presença muito menor,  destinados principalmente a impedir ataques e assentamentos de grupos da Irlanda.
Moedas datadas depois de 383 foram encontradas ao longo da Muralha de Adriano, sugerindo que as tropas não foram retiradas do local, como se pensava  ou, se foram, foram rapidamente devolvidas assim que Máximo obteve sua vitória na Gália. No texto "De Excidio et Conquestu Britanniae" , escrito c. 540, Gildas atribuiu um êxodo de tropas e administradores seniores da Grã-Bretanha a Maximo, dizendo que ele partiu não apenas com todas as suas tropas, mas também com todos os seus bandos armados, governadores e os jovens, para nunca mais voltar. 
Incursões de saxões, pictos e escotos da Irlanda ocorreram no final do século IV, mas aumentaram nos anos após 383. Também houve assentamentos irlandeses permanentes em grande escala feitos ao longo da costa do País de Gales em circunstâncias que permanecem obscuras.  Máximo fez campanha na Grã-Bretanha contra os pictos e os escoceses, com historiadores divergentes sobre se isso foi no ano 382 ou 384 (ou seja, se a campanha foi antes ou depois de ele se tornar César). A lenda galesa relata que antes de lançar sua usurpação, Magno Másimo fez preparativos para uma estrutura governamental e de defesa alterada para as províncias sitiadas. Figuras como Coel Hen foram colocadas em posições-chave para proteger a ilha na ausência de Máximo. Como tais reivindicações foram projetadas para reforçar a genealogia galesa e as reivindicações de terras, elas devem ser vistas com algum ceticismo. 
Em 388, Máximo liderou seu exército através dos Alpes para a Itália em uma tentativa de reivindicar o trono. O esforço falhou quando ele foi derrotado na Panônia na Batalha de Save (na moderna Croácia ) e na Batalha de Poetovio (em Ptuj na moderna Eslovênia). Ele foi então executado por Teodósio.  

### 389–406
Com a morte de Magno Máximo, a Grã-Bretanha voltou ao domínio do imperador Teodósio I até 392, quando o usurpador Eugênio fez uma oferta pelo poder imperial no Império Romano do Ocidente até 394, quando foi derrotado e morto por Teodósio. Quando Teodósio morreu em 395, seu filho de 10 anos, Honório, o sucedeu como imperador romano ocidental. O verdadeiro poder por trás do trono, no entanto, era Flávio Estilicão, genro do irmão de Teodósio e sogro de Honório. 
A Grã-Bretanha estava sofrendo ataques dos escoceses, saxões e pictos e, em algum momento entre 396 e 398, Stilicho supostamente ordenou uma campanha contra os pictos,  provavelmente uma campanha naval destinada a encerrar seus ataques marítimos na costa leste da Grã-Bretanha.  Ele também pode ter ordenado campanhas contra os escotos e saxões ao mesmo tempo,  mas de qualquer forma esta seria a última campanha romana na Grã-Bretanha da qual há algum registro.  
Em 401 ou 402 Estilicão enfrentou guerras com o rei visigodo Alarico e o rei ostrogodo Radagaiso . Precisando de mão de obra militar, ele retirou as tropas da Muralha de Adriano pela última vez.  O ano 402 é a última data de qualquer cunhagem romana encontrada em grande número na Grã-Bretanha, sugerindo que Stilicho também retirou as tropas restantes da Grã-Bretanha ou que o Império não podia mais pagar o soldados que ainda estavam lá.  Enquanto isso, os pictos, saxões e escoceses continuaram seus ataques, que podem ter aumentado em alcance. Em 405, por exemplo, o famoso Niall dos Nove Reféns invadiu ao longo da costa sul da Grã-Bretanha. 

### 407–410
No último dia de dezembro de 406 (ou, talvez, 405  ), os alanos, vândalos e suevos que viviam a leste da Gália cruzaram o Reno, possivelmente quando ele estava congelado, e começaram uma devastação generalizada.  Como não houve uma resposta romana efetiva, os militares romanos remanescentes na Grã-Bretanha temiam que uma travessia germânica do Canal da Mancha para a Grã-Bretanha fosse a próxima e dispensaram a autoridade imperial - uma ação talvez facilitada pela alta probabilidade de que as tropas não tivessem sido pagas para isso. às vezes.  A intenção deles era escolher um comandante que os lideraria na garantia de seu futuro, mas suas duas primeiras escolhas, Graciano (usurpador romano) e Graciano (usurpador romano), não atenderam às suas expectativas e foram mortos. A terceira escolha foi o soldado Constantino III. 
Em 407, Constantino assumiu o comando das tropas restantes na Grã-Bretanha, conduziu-as através do Canal da Mancha até a Gália, reuniu apoio lá e tentou se estabelecer como imperador romano ocidental.  As forças legalistas de Honório ao sul dos Alpes estavam preocupadas em afastar os visigodos e foram incapazes de reprimir a rebelião rapidamente, dando a Constantino a oportunidade de estender seu novo império para incluir a Hispânia. 
Em 409, o controle de Constantino sobre seu império desmoronou. Parte de suas forças militares estava na Hispânia, tornando-as indisponíveis para ação na Gália, e algumas delas na Gália foram influenciadas contra ele por generais romanos leais. Os alemães que viviam a oeste do rio Reno se levantaram contra ele, talvez encorajados por legalistas romanos,  e aqueles que viviam a leste do rio cruzaram para a Gália.  A Grã-Bretanha, agora sem nenhuma tropa para proteção e tendo sofrido ataques saxões particularmente severos em 408 e 409, viu a situação na Gália com alarme renovado. Talvez sentindo que não tinham esperança de alívio sob Constantino, tanto os romano-bretões quanto alguns dos gauleses expulsaram os magistrados de Constantino em 409 ou 410.  O historiador bizantino Zósimo (fl. 490s – 510s) culpou diretamente Constantino pela expulsão, dizendo que ele permitiu que os saxões invadissem e que os bretões e gauleses foram reduzidos a tais dificuldades que se revoltaram contra o Império Romano, "rejeitaram a lei romana, retornaram aos seus costumes nativos e se armaram para garantir sua própria segurança". 
Um apelo de ajuda das comunidades britânicas foi, segundo Zósimo, rejeitado pelo imperador Honório em 410 d.C. No texto chamado Rescrito de Honório de 411, o imperador ocidental Honório diz aos cidadãos britânicos para cuidarem de sua própria defesa, pois seu regime ainda lutava contra usurpadores no sul da Gália e tentava lidar com os visigodos que estavam no sul. da Itália. A primeira referência a este rescrito é escrita pelo estudioso bizantino do século VI Zosimo e está localizada aleatoriamente no meio de uma discussão sobre o sul da Itália. Nenhuma menção adicional à Grã-Bretanha é feita, o que levou alguns, embora não todos, acadêmicos modernos a sugerir que o rescrito não se aplica à Grã-Bretanha, mas a cidade de Bruttium na Itália. 
O historiador Christopher Snyder escreveu que o protocolo ditava que Honório endereçasse sua correspondência aos oficiais imperiais, e o fato de que ele não o fez implica que as cidades da Grã-Bretanha eram agora a mais alta autoridade romana remanescente na ilha.  A ideia de que pode ter havido formações políticas de maior escala ainda intactas na ilha não foi completamente desacreditada. 
Na época em que o "Rescrito de Honório" foi enviado, Honório estava encurralado em Ravena pelos visigodos e não conseguiu impedir o Saque de Roma (410).  Ele certamente não estava em posição de oferecer qualquer alívio a ninguém. Quanto a Constantino III, ele não estava à altura das intrigas da Roma imperial e em 411 sua causa estava esgotada. Seu filho foi morto junto com os principais apoiadores que não se voltaram contra ele, e ele próprio foi assassinado. 

## Variações interpretativa
Existem várias interpretações que caracterizam os eventos de forma a apoiar uma tese particular sem questionar a cronologia básica. 
O historiador Theodor Mommsen ("Great Britain, 1885") disse que "Não foi a Grã-Bretanha que desistiu de Roma, mas Roma que desistiu da Grã-Bretanha...", argumentando que as necessidades e prioridades romanas estavam em outro lugar. Sua posição manteve o apoio acadêmico ao longo do tempo. 
Michael Jones ("The End of Roman Britain , 1998") teve a opinião oposta, dizendo que foi a Grã-Bretanha que deixou Roma, argumentando que numerosos usurpadores baseados na Grã-Bretanha, combinados com uma má administração, causaram a revolta dos romano-britânicos. Certos estudiosos, como J.B. Bury ("The Notitia Dignitatum " 1920) e o historiador alemão Ralf Scharf, discordaram inteiramente da cronologia padrão. Eles argumentaram que a evidência de fato apóia o envolvimento romano posterior na Grã-Bretanha, após 410. 

## Disputas interpretativas
Em relação aos eventos de 409 e 410, quando os romano-bretões expulsaram oficiais romanos e enviaram um pedido de ajuda a Honório, Michael Jones  autor de "The End of Roman Britain, 1998" (O fim da Bretanha-Romana) ofereceu uma cronologia diferente para o mesmo resultado final: ele sugeriu que os bretões primeiro apelaram para Roma e quando nenhuma ajuda veio, eles expulsaram os oficiais romanos e se encarregaram de suas próprias questões. 
Uma teoria que ocorre em algumas histórias modernas diz respeito ao Rescrito de Honório, afirmando que se refere às cidades dos Bruttii (na Itália, moderna Calábria), e não às cidades dos bretões.  A sugestão é baseada na suposição de que a fonte (Zósimo) ou um copista cometeu um erro e realmente quis dizer Brettia quando Brettania foi escrita, e observando que a passagem que contém o Rescrito está preocupada com eventos no norte da Itália. 
As críticas à sugestão vão desde tratar a passagem da maneira como foi escrita por Zósimo e ignorar a sugestão,  simplesmente observar sua natureza especulativa,  até uma discussão de problemas com a sugestão, por exemplo, por que Honório escreveria para as cidades dos Bruttii em vez de para seu próprio governador provincial daquela região, e, também, não haveria motivo para referir-se ao distante sul da Itália ou a questões que ocorriam no norte da Itália, mas, sim, tratar diretamente da questão da Grã-Bretanha.  A teoria também contradiz o relato de Gildas, que fornece apoio independente de que a referência é à Grã-Bretanha, repetindo a essência do relato de Zósimo e aplicando-o claramente à Grã-Bretanha. 
E.A. Thompson ofereceu uma teoria mais provocativa para explicar a expulsão de oficiais e o apelo à ajuda romana. Ele sugeriu que uma revolta consistindo de camponeses dissidentes, não muito diferente dos Bagaudas da Gália, também existindo na Grã-Bretanha, e quando eles se revoltaram e expulsaram os funcionários romanos, a classe proprietária de terras fez um apelo pela ajuda romana.  Não há declaração textual direta disso, embora possa ser plausível se a definição de 'bagaudae' for alterada para se adequar às circunstâncias. Não há necessidade de fazê-lo, pois vários cenários racionais já se ajustam às circunstâncias. Existe a possibilidade de que alguma forma de que um caso similar ao bagaudas existisse na Grã-Bretanha, mas não necessariamente relevante para os eventos de 409 e 410. A alegada onipresença do pelagianismo entre a população britânica pode ter contribuído para tal movimento se tivesse existido, para não mencionar expurgos em larga escala entre a elite britânica nas décadas anteriores. Entre as obras que mencionam, mas contornam a questão, encontra-se "Celtic Culture (2005)", de Koch, que cita a tradução de Zósimus de Thompson e continua dizendo: "A revolta na Grã-Bretanha pode ter envolvido bagaudas ou camponeses rebeldes como foi o caso da Armórica, mas este não tenho certeza."